# Medardo di Noyon
Medardo (Salency, ... – Noyon, 8 giugno 560) è stato un vescovo franco, venerato come santo dalla Chiesa cattolica.
Il padre, Nectar o Nectardus, fu uno dei nobili Franchi che conquistarono la Gallia con Childerico I e che ivi conobbe e sposò la madre Protagia, appartenente a una nobile famiglia gallo-romana e convertitasi al cristianesimo per sposarlo. Sarebbe fratello di San Gildardo, vescovo di Rouen. Secondo alcune fonti la famiglia di Medardo si era stabilita nel piccolo villaggio di Salency, nei pressi di Noyon. Secondo Jacopo da Varazze, Medardo era fratello gemello di san Gildardo, che fu arcivescovo di Rouen.

## Biografia
Intrapresa presto la strada del sacerdozio, Medardo divenne vescovo di Tournai e successivamente vescovo di Noyon, unendo nel 534 le due sedi vescovili. Il vescovato durò dal 530 fino al 545.

### Evangelizzatore
Medardo contribuì all'evangelizzazione della Francia, opera che venne tutta affidata all'apostolato dei vescovi successivamente alla conversione del re dei Franchi Clodoveo.
All'epoca del vescovato risale l'episodio più importante legato alla vita di Medardo: la regina Radegonda, dopo che il marito Clotario I, re dei Franchi, ne aveva fatto uccidere il fratello, fuggì dalla Corte e domandò rifugio a Medardo chiedendo inoltre di essere consacrata. Il vescovo Medardo, senza temere la reazione del re, la accolse e la consacrò diaconessa. Al contrario di quanto atteso, da allora il re mostrò sempre ammirazione per Medardo, tanto che alla sua morte, nel 560, lo fece seppellire nella capitale Soissons dove negli anni successivi verrà costruita l'abbazia di San Medardo.
Secondo il quotidiano cattolico Avvenire, tuttavia, Medardo non fu vescovo di Noyon bensì di Viromandesium (l'attuale comune di San Quintino) e l'inizio del suo vescovato viene posticipato nel 545 per finire nel 560, anno della sua morte. L'incongruenza sulla date e sul luogo viene fatta risalire a un'erronea biografia risalente all'XI secolo.

## Culto

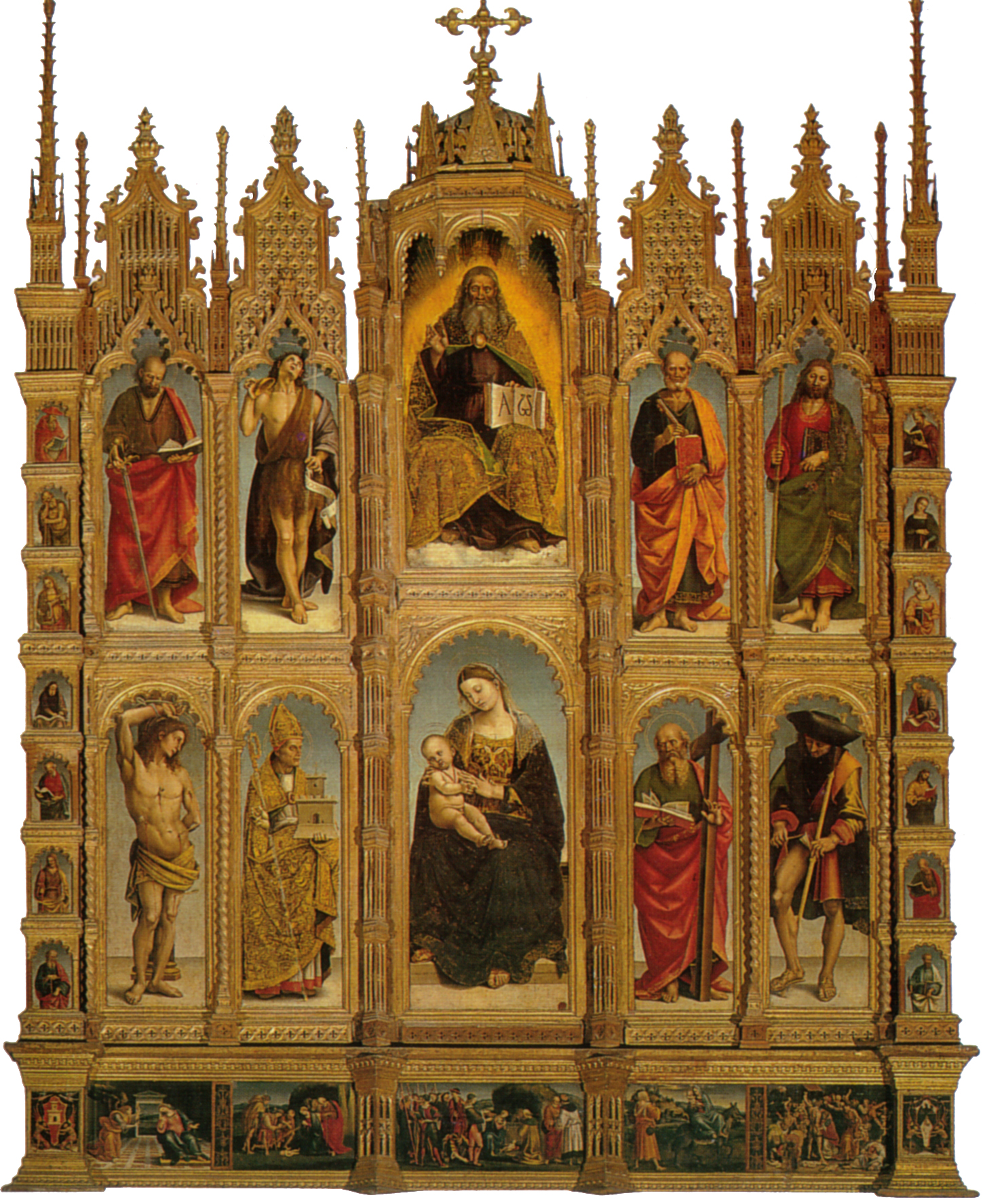
Polittico di San Medardo ad Arcevia, di Luca Signorelli.
San Medardo è raffigurato in abiti vescovili, secondo da sinistra, nella fila in basso

A san Medardo fu dedicata nel 557 una gloriosa abbazia in quel di Soissons, che il fondatore, il re dei Franchi Clotario I, volle far erigere per ospitare le reliquie di san Medardo. Successivamente l'abbazia s'ingrandì e divenne una delle più importanti di Francia.
In Italia san Medardo è santo patrono di Arcevia (AN). In questa città esiste l'unica raffigurazione italiana del Santo, compresa in un polittico di Luca Signorelli, detto il Polittico di San Medardo. Sempre nello stesso luogo, una delle famiglie nobili usa il nome Medardo per tradizione.
La memoria liturgica di san Medardo è collocata l'8 giugno.
Intorno al 575 il re Chilperico I compose un inno in latino in onore di san Medardo.

## Leggende
San Medardo fu uno dei vescovi più popolari dei suoi tempi e alla sua vita sono legate numerose leggende.
Una di queste narra che da piccolo un'aquila lo proteggeva dalla pioggia dispiegando su di lui le proprie ali.